# Рагби 13 репрезентација Белгије
Рагби 13 репрезентација Белгије представља Краљевину Белгију  у екипном, колизионом спорту, рагбију 13.
Белгија је тренутно 47. на светској рагби 13 ранг листи. Боје дреса, шорца и чарапа су жута, црвена и црна.
Рагби 13 репрезентација Белгије до сада није учествовала, на Светском првенству.
Тринаестичари Белгије припадају четвртом ешалону европског рагбија 13.
Белгија до сада није имала прилику, да одигра утакмицу против рагби 13 репрезентације Републике Србије.

## Историја рагбија 13 у Краљевини Белгији
Прву историјску утакмицу, тринаестичари Белгије су одиграли у Вавру, против Каталоније у јулу 2009. и победили су 28-22. Највећу победу Белгијанци су остварили над Холандијом, 12-60, у Ротердаму у мају 2015. Најтежи пораз Белгијанци су доживели од Шпаније 2014. у Монкади, 10-54.

## Учинак рагби 13 репрезентације Краљевине Белгије
| Противник  | Одиграно утакмица | Победа Б | Нерешено | Пораз Б |
| ---------- | ----------------- | -------- | -------- | ------- |
| Каталонија | 1                 | 1        | 0        | 0       |
| Чешка      | 2                 | 1        | 0        | 1       |
| Немачка    | 1                 | 1        | 0        | 0       |
| Ирска      | 1                 | 0        | 0        | 1       |
| Малта      | 1                 | 0        | 0        | 1       |
| Мароко     | 1                 | 0        | 0        | 1       |
| Холандија  | 4                 | 4        | 0        | 0       |
| Шпанија    | 2                 | 0        | 0        | 2       |

| Одиграно утакмица | Победа Белгије | Нерешено | Пораз Белгије | Постигнути поени | Примљени поени |
| ----------------- | -------------- | -------- | ------------- | ---------------- | -------------- |
| 13                | 7              | 0        | 6             | 324              | 289            |

## Резултати рагби 13 репрезентације Краљевине Белгије
- Белгија  - Каталонија  28-22, Вавр
- Белгија  - Мароко  16-46, Безје
- Белгија  - Холандија  22-6, Делфт
- Шпанија  - Белгија  12-10, Недер
- Шпанија  - Белгија  54-10, Монкада
- Белгија  - Холандија  4-54, Недер
- Белгија  - Чешка Република  0-112, Брисел
- Белгија  - Холандија  12-32, Ротердам
- Малта  - Белгија  4-54, Лидс
- Ирска - Белгија  0-112, Бреј
- Чешка Република  - Белгија  12-32, Тис у Блатни

## Индивидуална статистика белгијских рагбиста

### Број наступа за национални тим Краљевине Белгије у рагбију 13
- Бахамоу Адам 10 одиграних утакмица
- Трокере Симон 10 одиграних утакмица
- Лахири Илијас 9 одиграних утакмица
- Ејинс Кристофер 8 одиграних утакмица

### Есеји за Краљевину Белгију
- Бертрнард Јан 9 есеја
- Леројер Јан 7 есеја
- Леклер Квентин 4 есеја
- Лахири Илијас 4 есеја

### Голови за Краљевину Белгију
- Леројер Јан 25 голова
- Лахири Илијас 12 голова
- Вилијам Кевин 4 гола
- Паре Марк 2 гола